# Pedrococcus longisetosus
Pedrococcus longisetosus är en insektsart som beskrevs av Mamet 1942. Pedrococcus longisetosus ingår i släktet Pedrococcus och familjen ullsköldlöss. Inga underarter finns listade i Catalogue of Life.